# روبرت جون وودز
روبرت جون وودز هو سياسي كندي، ولد في 7 يناير 1859، وتوفي في 19 يونيو 1944. انتخب عضو مجلس العموم الكندي.